# Bandera de las Islas Georgias del Sur y Sandwich del Sur (territorio británico de ultramar)
La  bandera de las Islas Georgias del Sur y Sándwich del Sur fue establecida el 3 de octubre de 1985, cuando este territorio británico de ultramar fue creado. Previamente era una de las Dependencias de las Islas Malvinas y había usado su bandera.

## Historia
El escudo de armas del territorio británico fuere concedido por Cédula Real el 14 de febrero de 1992. La página web oficial del territorio conserva una copia de la célula que habla solo del escudo y no de la bandera. Tras esto, el gobierno colonial comenzó a utilizar el escudo en la enseña azul, como es habitual en las dependencias británicas. El Boletín de la Bandera de 1993 (The Flag Bulletin, XXXII:2) describe que la insignia fue concedida para celebrar la «liberación de las islas de la ocupación argentina». La publicación también describió las características del emblema.
La bandera original tenía una versión más pequeña del escudo dentro de un disco blanco, pero esto fue cambiado posteriormente en la bandera actual. En junio de 2006, el «College of Arms» de Londres en su Boletín N.º 9, dice que ha sido aprobada por Su Majestad y en consecuencia dejó constancia en el College of Arms, junto con la bandera del comisionado del territorio. Nota como referencia Standards 5/96, 97.
Tras un anuncio del gobierno británico en 2012, las banderas de todos los territorios de ultramar son enarboladas una vez por año en la sede del Ministerio de Relaciones Exteriores y de la Mancomunidad de Naciones. Además estuvieron presentes como parte del desfile del Jubileo de Diamante de Isabel II y desde entonces también son presentadas en ceremonias de Estado.

## Características
Esta bandera es una enseña azul en la que figura la bandera del Reino Unido (“Unión Jack”) en el cantón e incorpora el escudo de estas islas en la parte más alejada del mástil. La enseña azul es la bandera utilizada con más frecuencia por las dependencias británicas y algunas instituciones británicas de carácter gubernamental. Algunos países que son antiguas colonias del Reino Unido, como Australia o Nueva Zelanda, utilizan el diseño de la enseña azul en sus banderas nacionales.
Esta bandera también ondea en las bases de investigación británicas de la Antártida. El comisionado civil de este territorio cuenta con una bandera propia que, siendo igual que la bandera del Reino Unido, incorpora el escudo de las Islas Georgias del Sur y Sándwich del Sur en su parte central, rodeado por dos ramas de laurel. Puesto que el comisionado civil de estas islas es el gobernador británico de las Islas Malvinas solo usa la bandera mencionada durante sus visitas a este territorio. La versión original de la bandera del comisionado fue cambiada en 1999. Anteriormente no usaba el escudo de las islas, ya que se utilizaba los fusos de plata y azur tomados del escudo de James Cook.

## La bandera del territorio británico en relación con el litigio con la Argentina
Durante la guerra de Malvinas, en las áreas reocupadas por Argentina ondeó en su lugar la bandera de Argentina. De acuerdo con el reclamo argentino sobre las Islas del Atlántico Sur, la bandera que corresponde usar, además de la bandera nacional, es aquella perteneciente a la Provincia de Tierra del Fuego, Antártida e Islas del Atlántico Sur, jurisdicción de la que forma parte integral. Claramente, ocurre de igual forma con el resto de territorios que integran la provincia, como el sector argentino de la Isla Grande de Tierra del Fuego, la isla de los Estados, el archipiélago de Año Nuevo, las otras islas del Atlántico Sur reclamadas por Argentina y la Antártida Argentina.

### Ley Gaucho Rivero
El 25 de agosto de 2011, la legislatura de la provincia de Tierra del Fuego, Antártida e Islas del Atlántico Sur aprobó la ley Gaucho Rivero que impide el amarre de
barcos que utilicen banderas británicas o de cualquiera de sus colonias, incluidas las banderas coloniales de Malvinas y de las Georgias del Sur y Sandwich del Sur, en el sector soberano argentino de la isla Grande de Tierra del Fuego. Leyes con el mismo nombre fueron sancionadas por las legislaturas del resto de las provincias costeras de Argentina.

### Polémica en WhatsApp
En enero de 2016, una actualización del servicio de mensajería móvil WhatsApp causó polémica entre los usuarios de Argentina al incluir entre sus íconos las banderas coloniales británicas de Malvinas y las Georgias del Sur y Sándwich del Sur.

## Galería

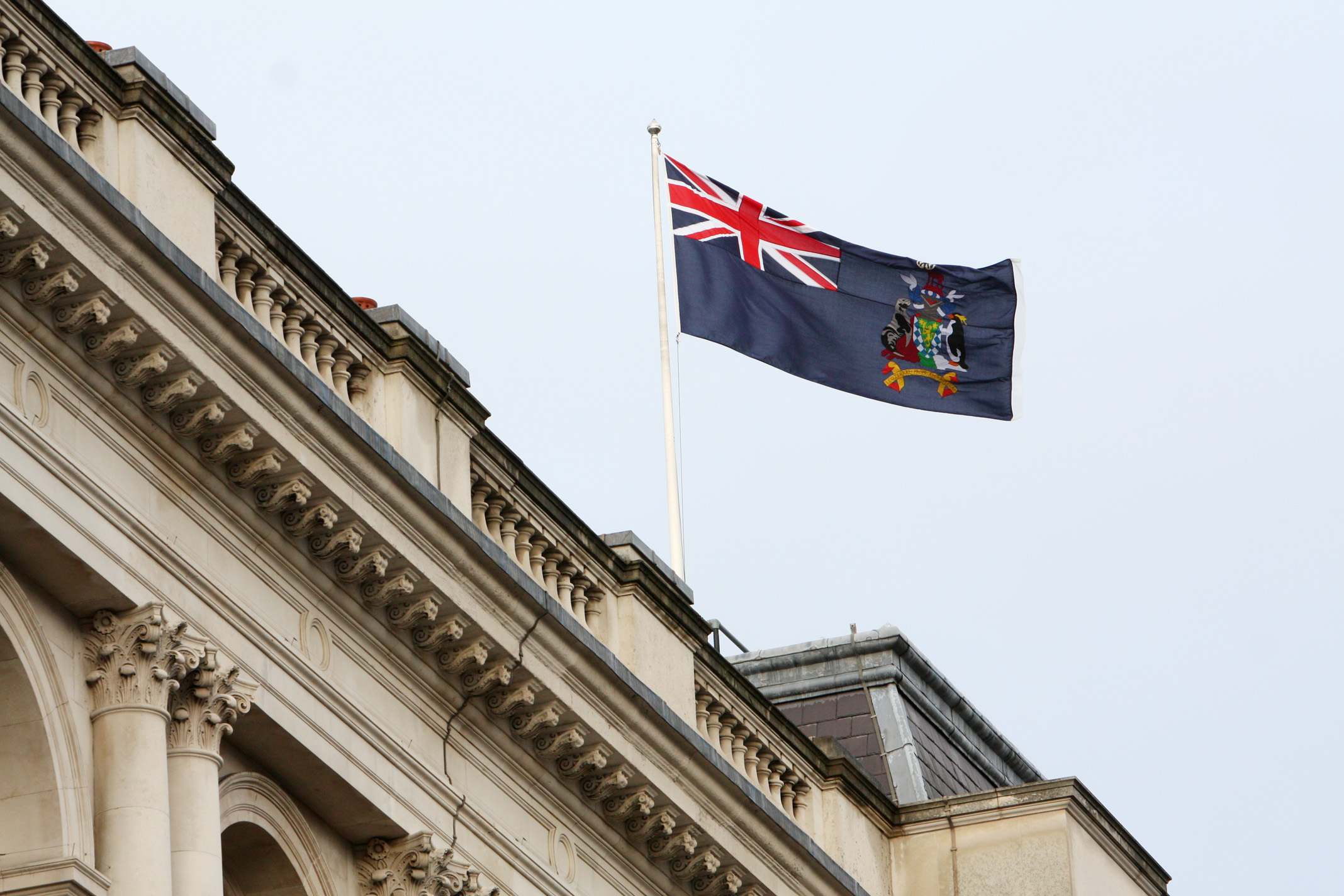
La bandera en la sede del Foreign Office británico. Es colocada anualmente el 17 de enero cuando se recuerda el aniversario del descubrimiento de la isla San Pedro para los británicos hecho por James Cook.

Bandera previa a 2002.
Bandera del comisionado entre 1992-1999.
Bandera actual del comisionado.
Bandera de las islas Georgias del Sur y Sandwich del Sur de acuerdo con el reclamo argentino, al ser consideradas jurisdicción dependiente de la provincia de Tierra del Fuego Antártida e Islas del Atlántico Sur.